# ジョン・エヴァレット・ミレー
初代准男爵サー・ジョン・エヴァレット・ミレー（英語: Sir John Everett Millais, 1st Baronet, 1829年6月8日 - 1896年8月13日）は、19世紀のイギリスの画家。ラファエル前派の一員に数えられる。ミレイと表記されることも多い。

## 生涯

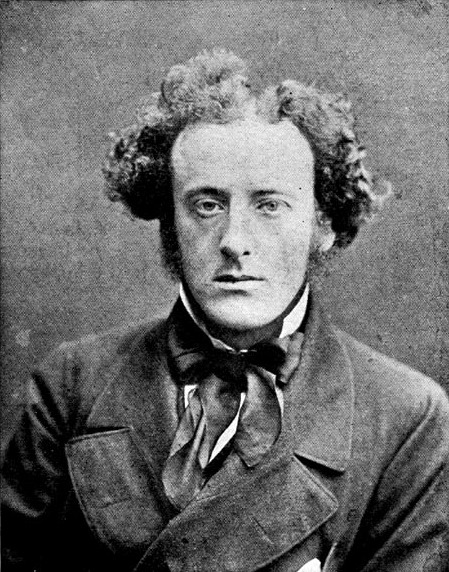
1854年頃の写真

1829年にイングランド南部のサザンプトンに馬具製造販売業者の息子として生まれる。幼少時から優れた画才を示し、彼の才能を確信した両親は、息子に優れた教育を与えるため、1839年ロンドンへ転居する。11歳の時、ロンドンのロイヤル・アカデミー付属美術学校に史上最年少での入学を許可され、1846年にはわずか16歳でロイヤル・アカデミーの年次展に入賞する。この頃ミレイは、同じロイヤル・アカデミーの学生であったウィリアム・ホルマン・ハントや、ダンテ・ゲイブリエル・ロセッティらとともに、アカデミーの創設者のサー・ジョシュア・レノルズが100年も前に確立した教育方法に対し不満を抱くと同時に、当時の画壇への反発をつのらせていた。
1848年、彼等は「ラファエル前派」を結成する。ラファエル前派に思想的な面で影響を与えたのは同時代の思想家であり美術批評家であったジョン・ラスキンであった。ラスキンの「芸術は自然に忠実でなければならない」という主張は、ラファエル前派が作品を創造する上でのモットーとなった。ミレイがこの革新的な画法で描いた最初の作品が『ロレンツォとイザベラ』である。1850年に制作された『両親の家のキリスト』には痛烈な非難があびせられたが、1852年のロイヤル・アカデミー展に出品された『オフィーリア』（後にロセッティの妻となるエリザベス・シダルがモデル）は非常に高い評価を獲得した。
1853年、ラファエル前派がマスコミによって攻撃されると、ジョン･ラスキンはタイムズ紙上でラファエル前派を擁護する論陣を張った。感激したミレイはすぐにラスキンへ礼状を出している。礼状が届いた午後、ラスキンは後にミレイの妻となる新妻のユーフィミア（通称エフィー・グレイ）を伴ってミレイを訪ねたといわれている。1852年、ミレイはユーフィミアをモデルとした『除隊』や『ジョン・ラスキンの肖像』を製作し、ラスキン夫妻との親交を深めていった。ラスキンとの不幸な結婚生活に耐え切れなかったユーフィミアはミレイに惹かれ続け、1854年、ユーフィミアはラスキンとの結婚は実質の無いものであったとする婚姻無効の訴訟を起こした。しかしながら当時は妻が夫を捨てるような事は極めて稀で、ユーフィミアの行動は、恥ずべき行為であると受け止められ非難された。1855年にミレイとユーフィミアは結婚するが、ミレイを寵愛していたヴィクトリア女王はユーフィミアの謁見を拒否し、以後ミレイに肖像画を描かせる事はなかった。
1856年、ユーフィミアとの間に第一子が生まれる。この頃ミレイは『秋の落ち葉』などのメランコリックな特定の主題のない作品を制作するが、画商やコレクターなどの評価は以前の作品と比べると決して高いものではなかった。決定的な危機が訪れたのは、1857年のロイヤル・アカデミー展で『過ぎ去りし夢―浅瀬のイサンブラス卿』を発表した時である。この作品は「馬が騎士に比べて大きすぎる」という点で不評を買ったのみならず、この作品を嘲笑したカリカチュアが新聞に掲載されるなど、中傷の的にすらなってしまった。離婚後もミレイを擁護し続けたラスキンまでもが、手のひらを返したように「単に失敗ではなく、破局である」と手厳しくミレイを非難した。結婚後8人の子供を養わなければならなかったミレイは「5シリング硬貨よりも小さな部分を描くのに丸1日費やすわけにはいかない 」と考え、これ以後ラファエル前派の厳格な理想から徐々に遠のいていった。
1860年に展示された『黒きブランズウィック騎兵隊員（黒い制服を着たドイツのブラウンシュヴァイク騎兵）』は、当時の人に訴えかけるようなロマンチックな主題と衣装の襞の美しさで好評を博し、ミレイは失いかけた名声を取り戻した。以後は一貫して大衆の好みを意識した作品を描き続けた。1863年にはロイヤル・アカデミーに出品した『初めての説教』が最も人気のある作品に選ばれ、正会員として選出される。この『初めての説教』でイギリスに少女画ブームが捲き起こった。ミレーは少女画を描くにあたって「ただ、微妙で静かな表情のみが完璧な美と両立する。誰が見ても美しい顔を描くなら、人格が形成され表情が決まる前の8歳前後の少女が一番よい」と語っている。ファンシー・ピクチャーとも呼ばれる子供を描いた絵で人々に広く愛され、彼の孫息子を描いた代表作のひとつ『シャボン玉』は、カラーで「イラストレイテッド・ロンドン・ニュース」紙に掲載され、後に石鹸の広告としても使用された。

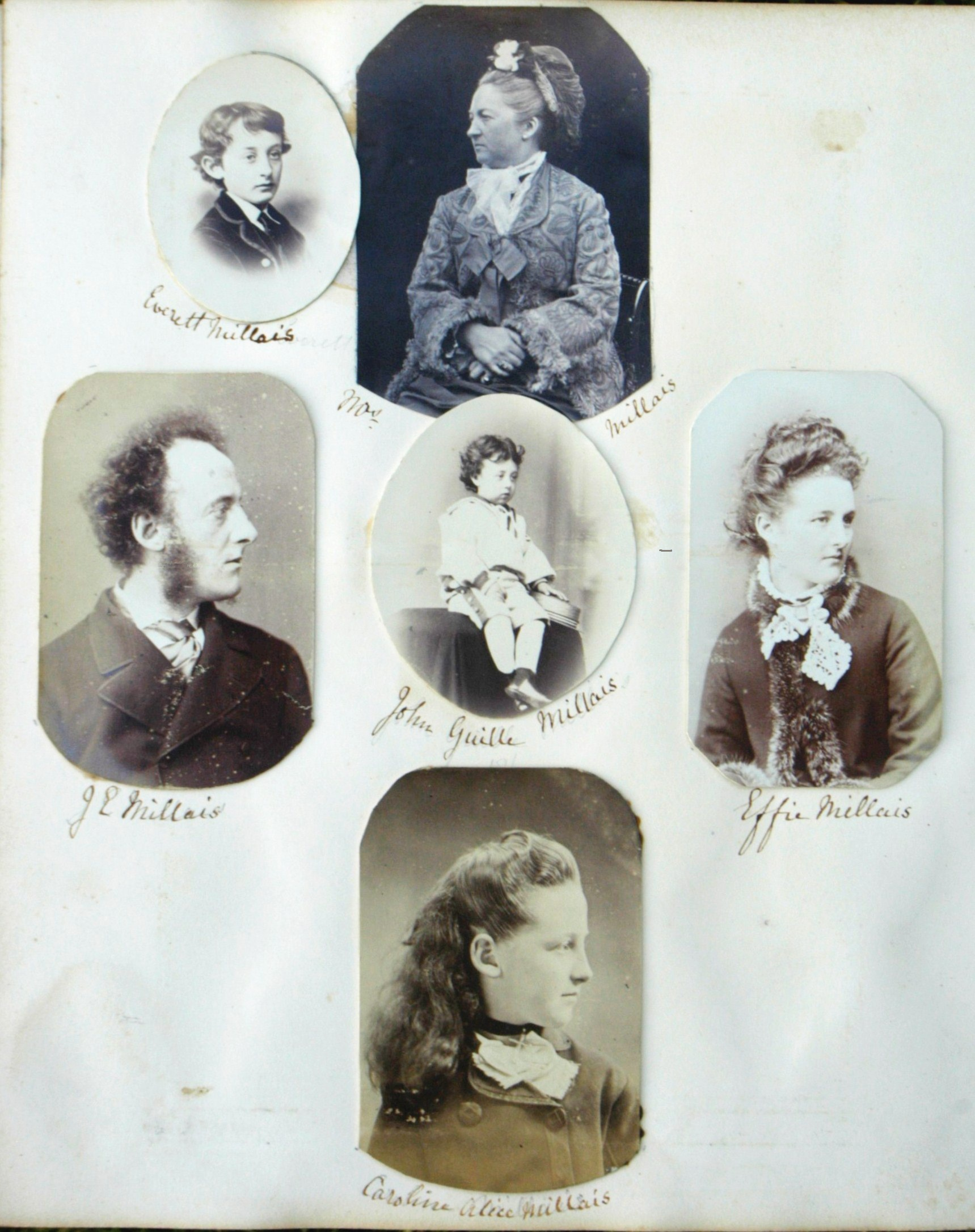
ミレーの家族の集合写真、中央は末息子のジョン・ギル・ミレーで博物学者になり父親の伝記も出版した。（1870年）

ミレイは肖像画家としても成功し、ディズレーリやディケンズら当時の著名人の多くが彼に肖像画を依頼した。1885年7月16日に準男爵に叙せられると、1896年にはロイヤル・アカデミーの会長に選出された。しかし、その年の8月に他界した。死の数日前に、ミレイはヴィクトリア女王から「何か出来ることはないか」という伝言を受け取る。ミレイが妻ユーフィミアの謁見の許可を願うと、女王は聞き入れ、謁見が赦された。ユーフィミアもミレイの後を追うように、翌年12月に他界した。

## 代表作
オフィーリア

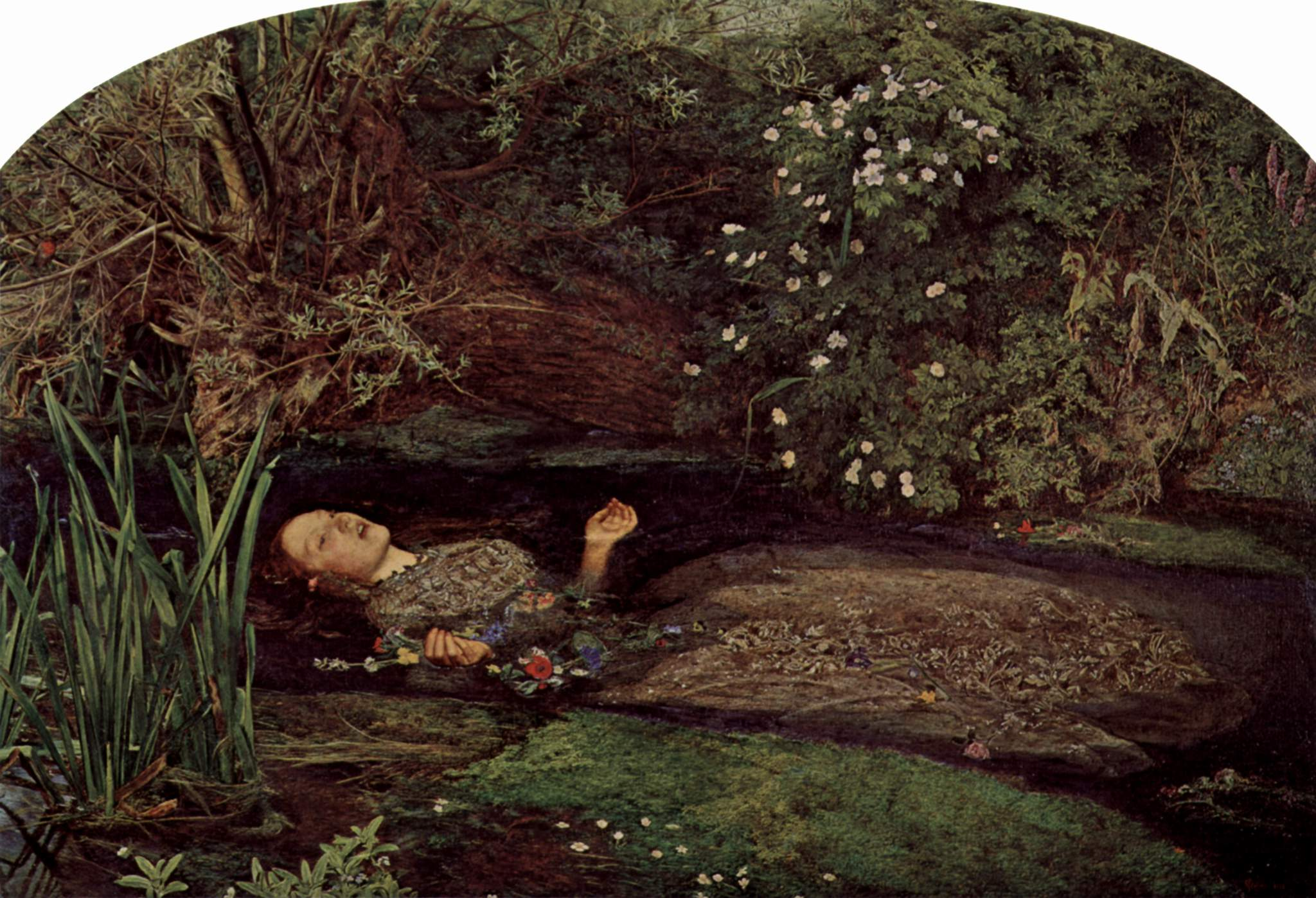
オフィーリア（1852年・テート・ブリテン収蔵）

ミレー自身及びヴィクトリア朝の最高作と名高いこの作品は、1862年のロイヤル・アカデミー展に出品したもので、シェイクスピアの『ハムレット』のヒロイン、オフィーリアを題材にしたものである。川の流れに仰向けに浮かぶ少女のモデルは、後にロセッティの妻となるエリザベス・シダルである。
夏目漱石の小説『草枕』にこの絵に言及した箇所がある。 また、日本画家の山本丘人がこの絵画の影響を受けた『水の上のオフェリア』（原題：『美しき屍』）を描いている。
その他の作品
- 『遊び』　1855-56年
- 『目覚め』　1865年
- 『眠り』　1865-66年
- 『姉妹』　1868年
- 『ベラスケスの想い出』　1868年

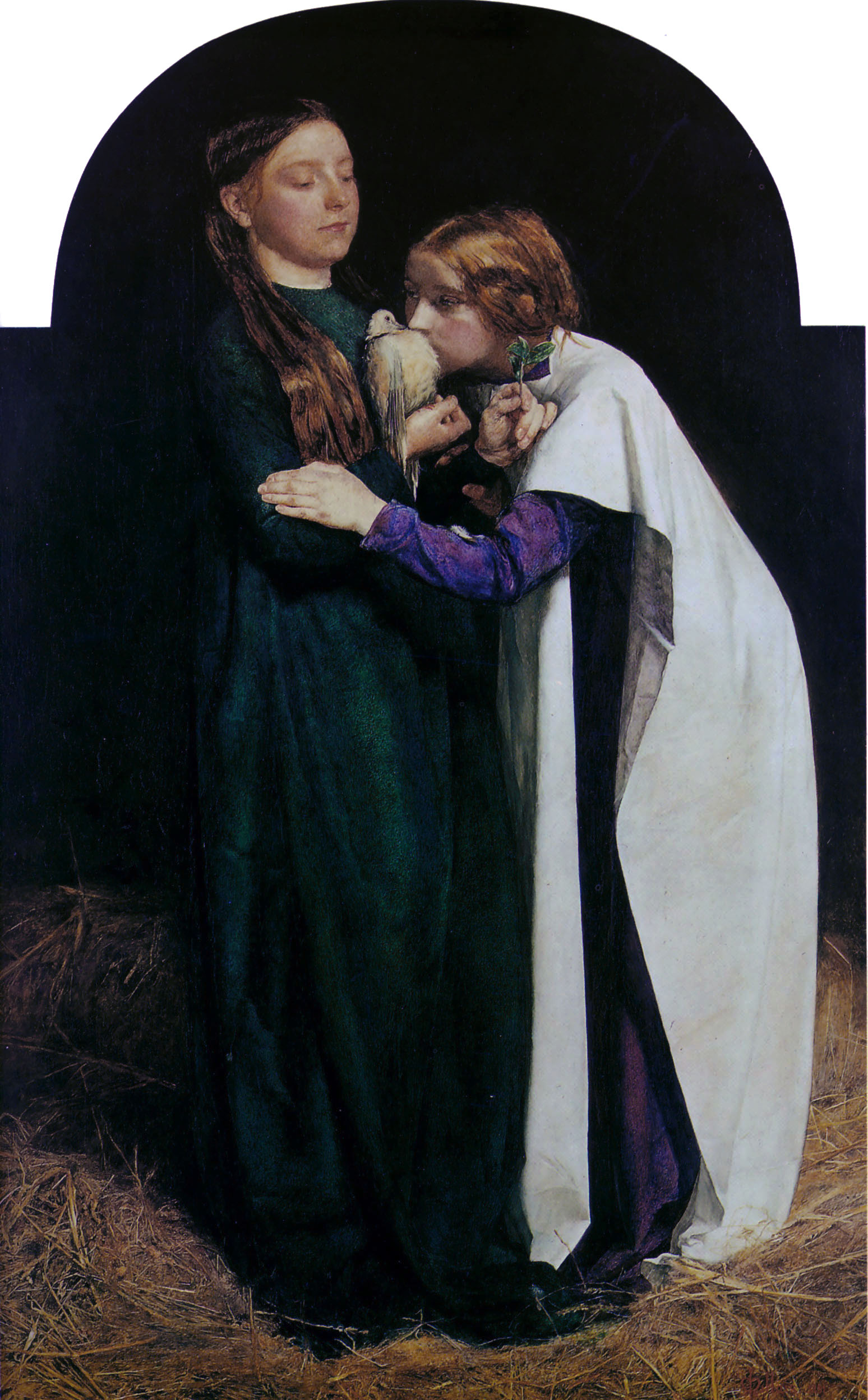
箱舟への鳩の帰還（英語版）（1851年・アシュモレアン博物館収蔵）
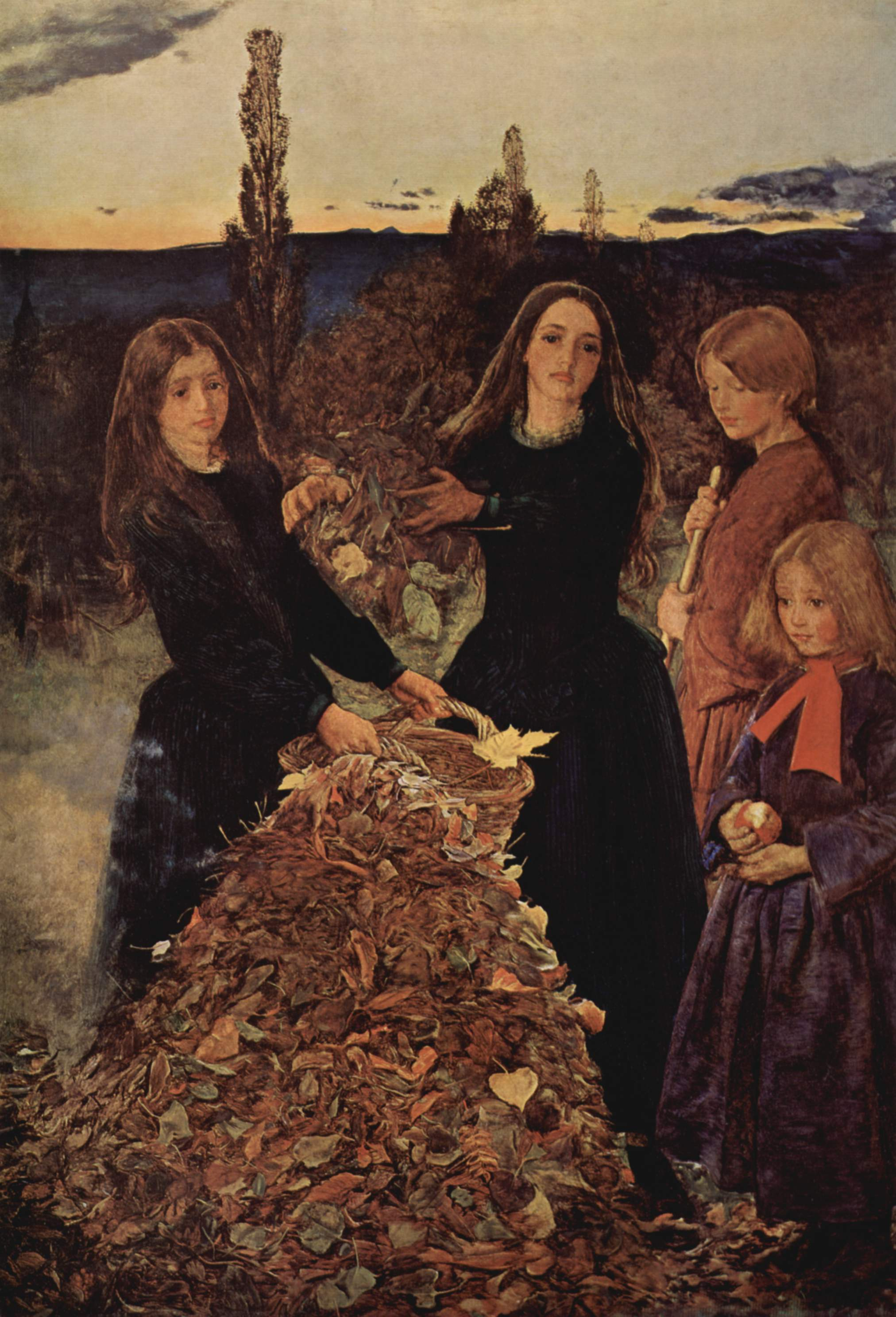
秋の落ち葉（英語版）（1855年 - 1856年・マンチェスター市立美術館収蔵）
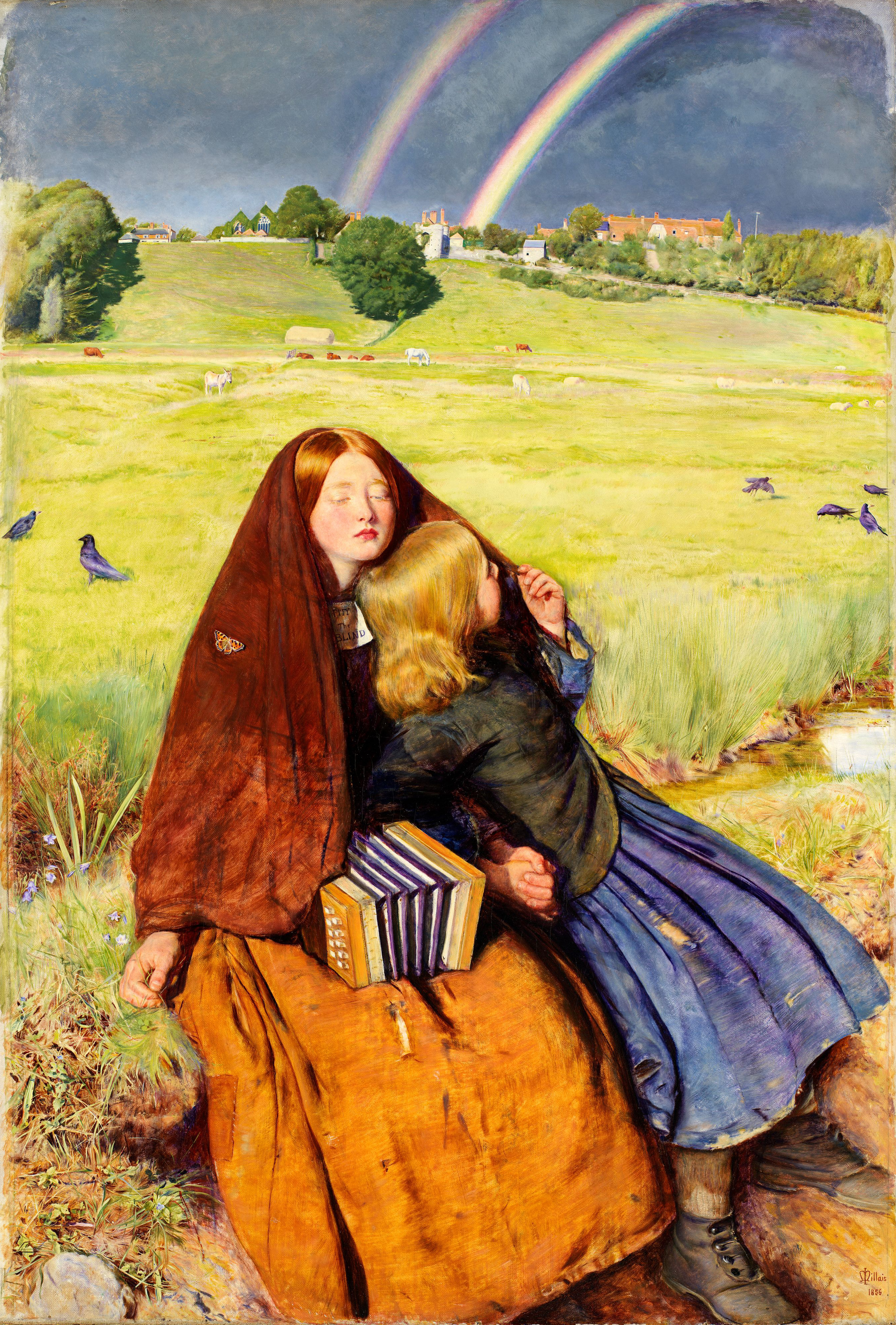
盲目の少女（英語版）（1856年・バーミンガム美術館収蔵）
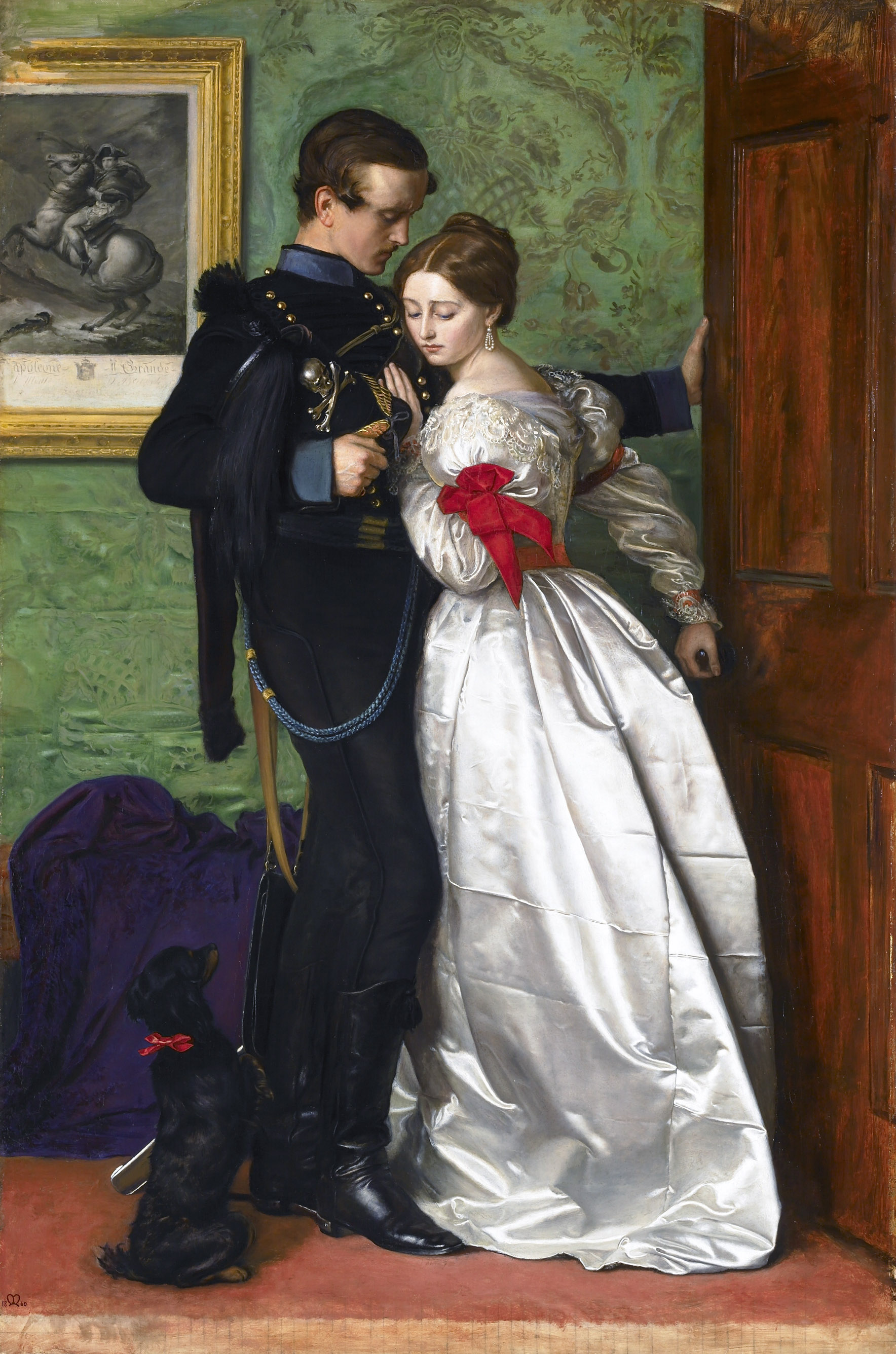
黒きブランズウィック騎兵隊員（英語版）（1859年 - 1861年・レディ・リーヴァー美術館収蔵）
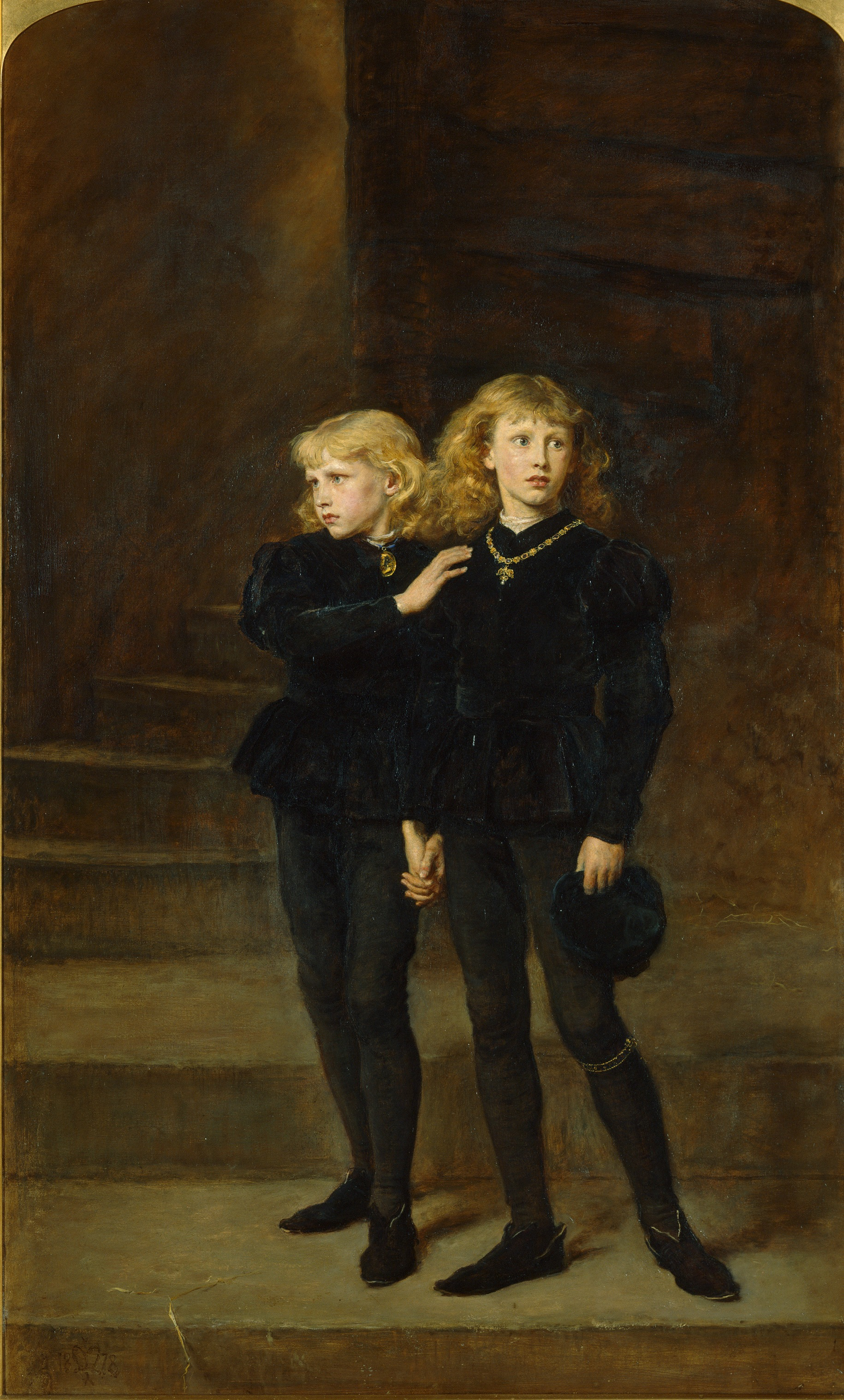
塔の中の王子たち（英語版）（エドワードとリチャード）（1878年・ロンドン大学ロイヤル・ホロウェイ校収蔵）
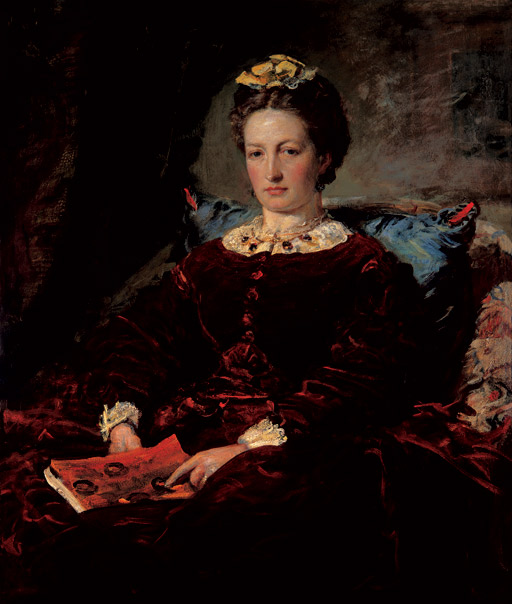
ユーフィミア・ミレイ肖像画 (1873年 ・パース美術館（英語版）収蔵）
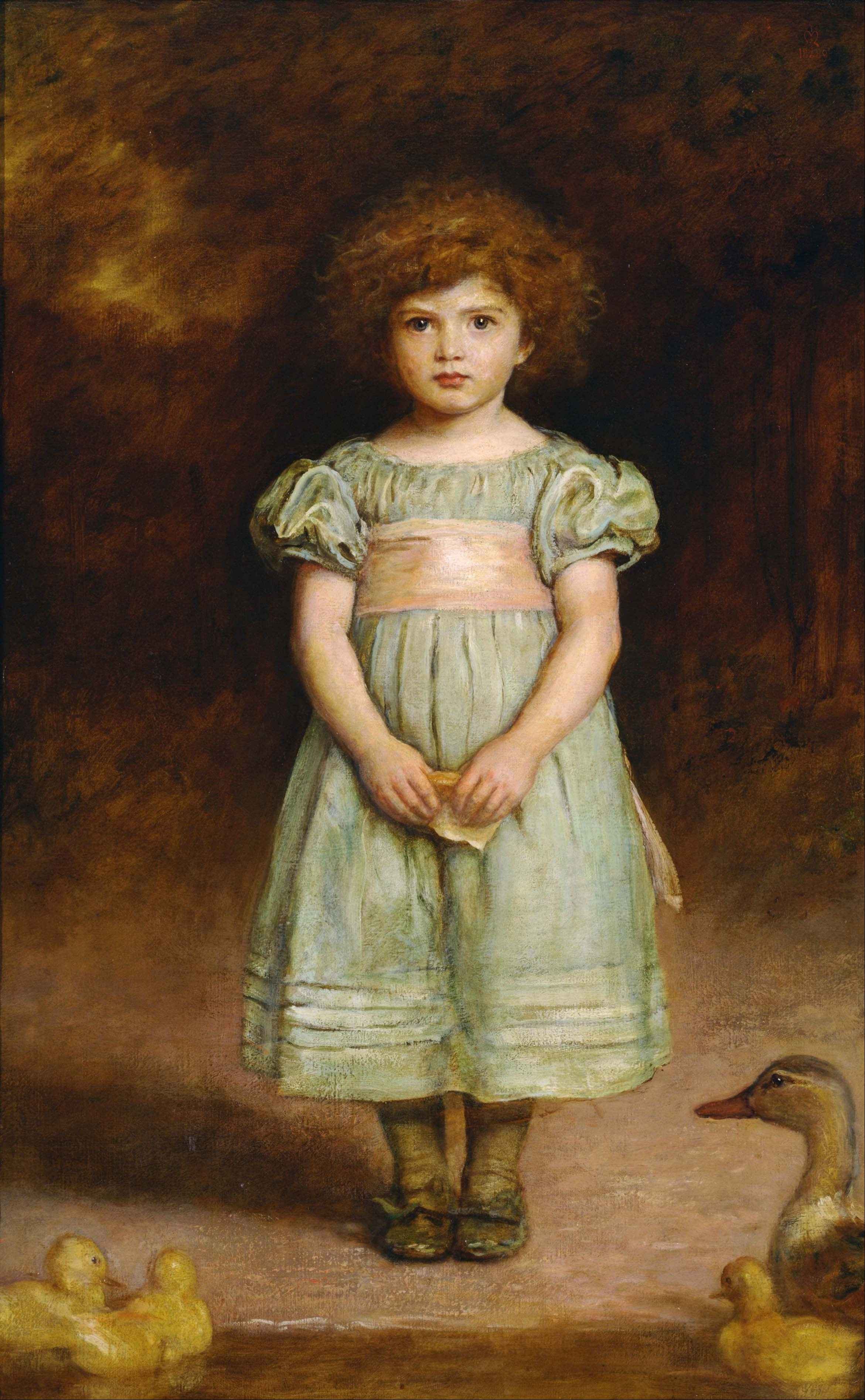
あひるの子（1889年・国立西洋美術館収蔵）
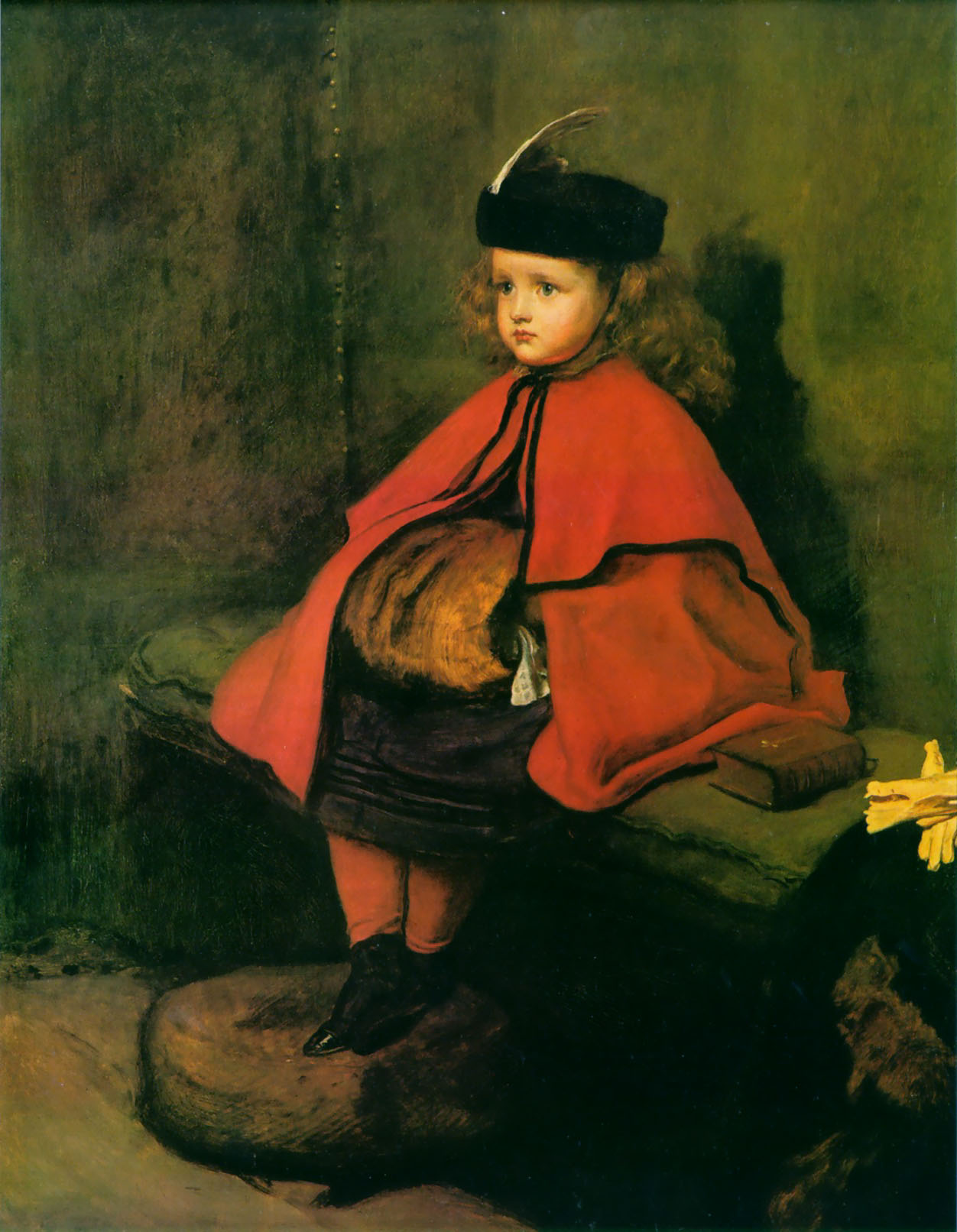
初めての説教（1863年・ロンドン、ギルドホール・アート・ギャラリー収蔵）
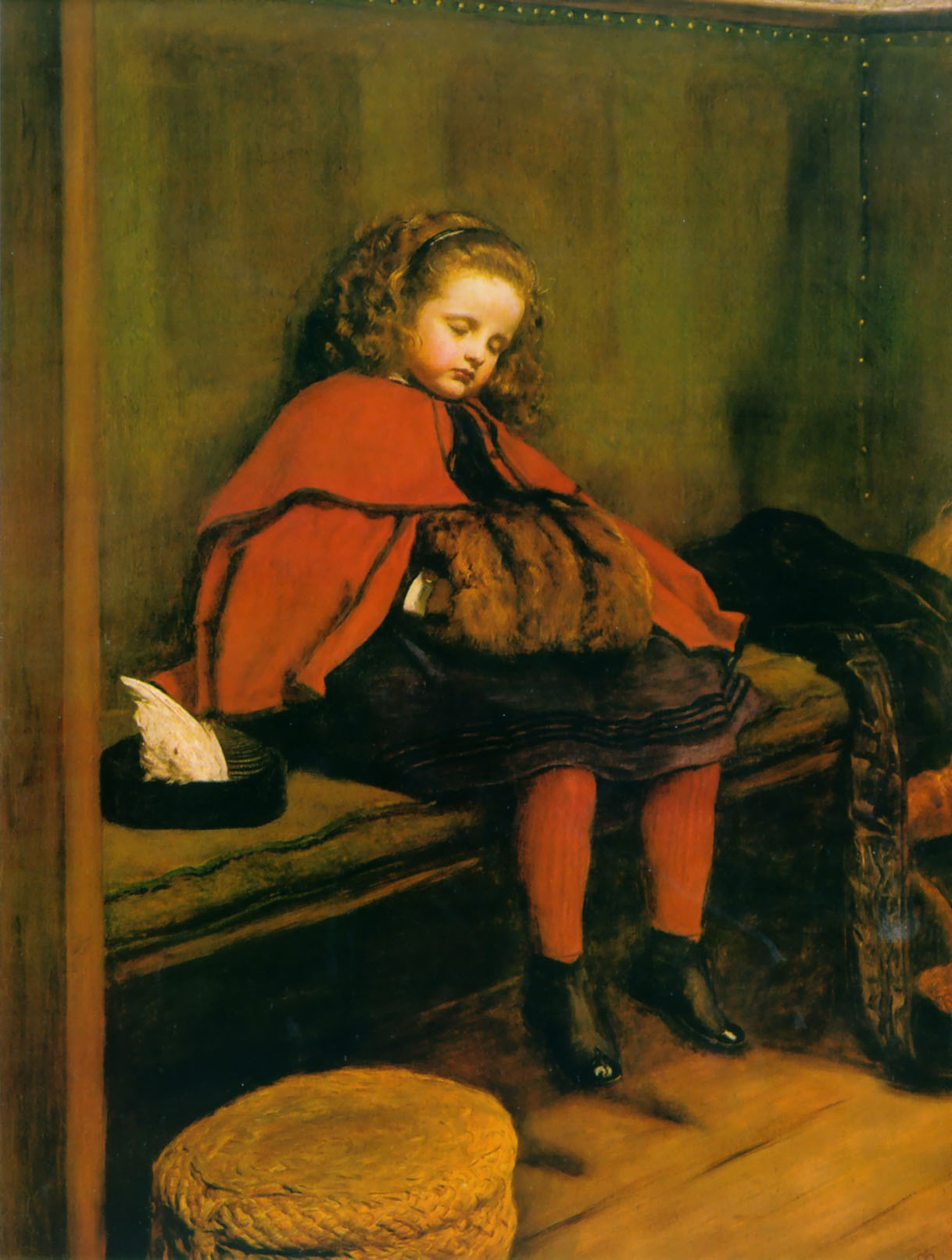
二度目の説教（1863年 - 1864年・ロンドン、ギルドホール・アート・ギャラリー収蔵）
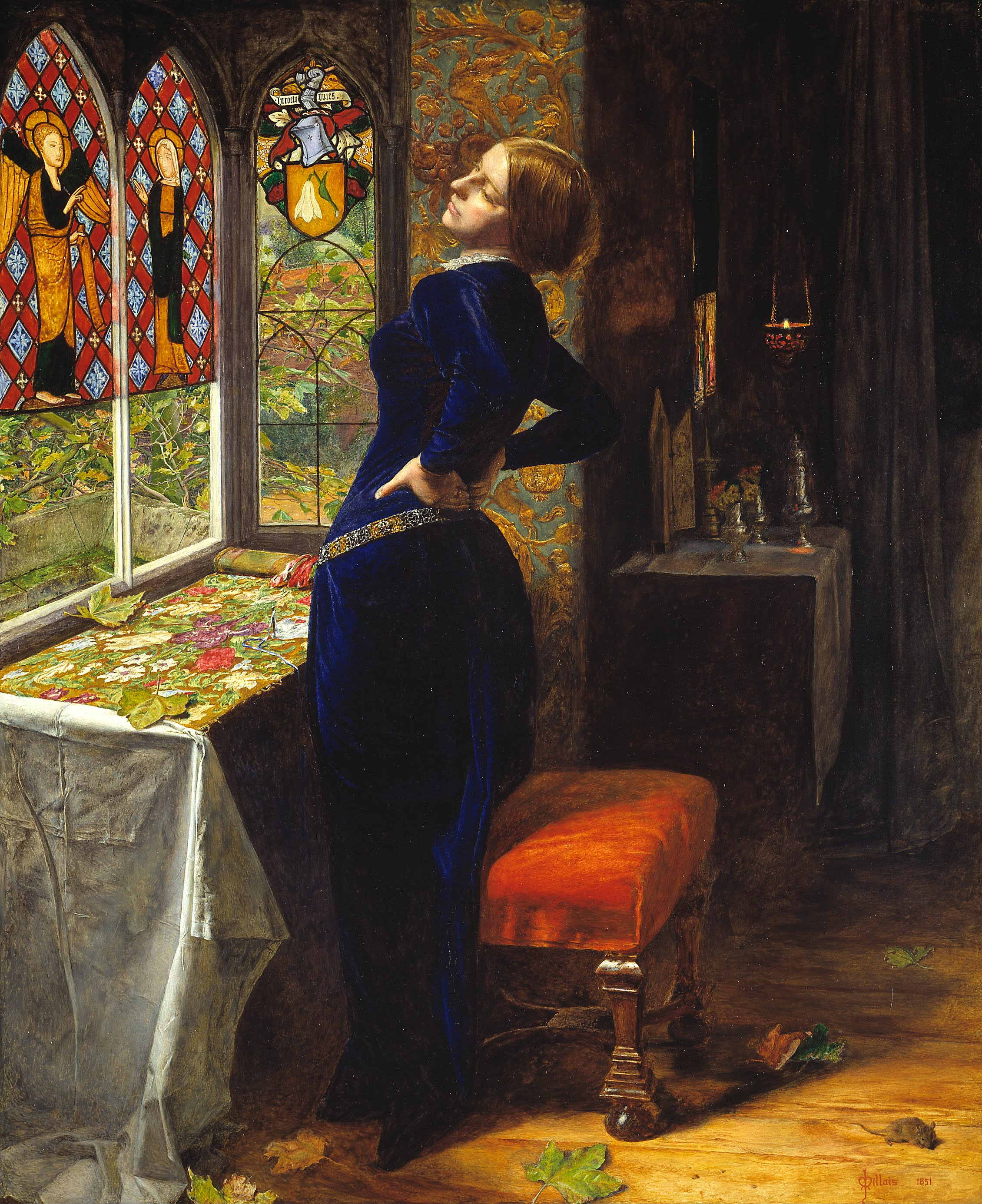
マリアナ　(1850年 - 1851年・テート・ギャラリー収蔵)
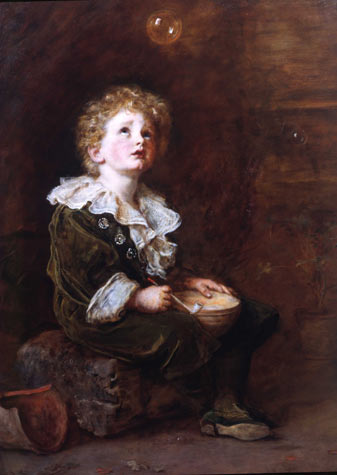
シャボン玉（1885年-1886年・レディ・リーヴァー美術館収蔵）

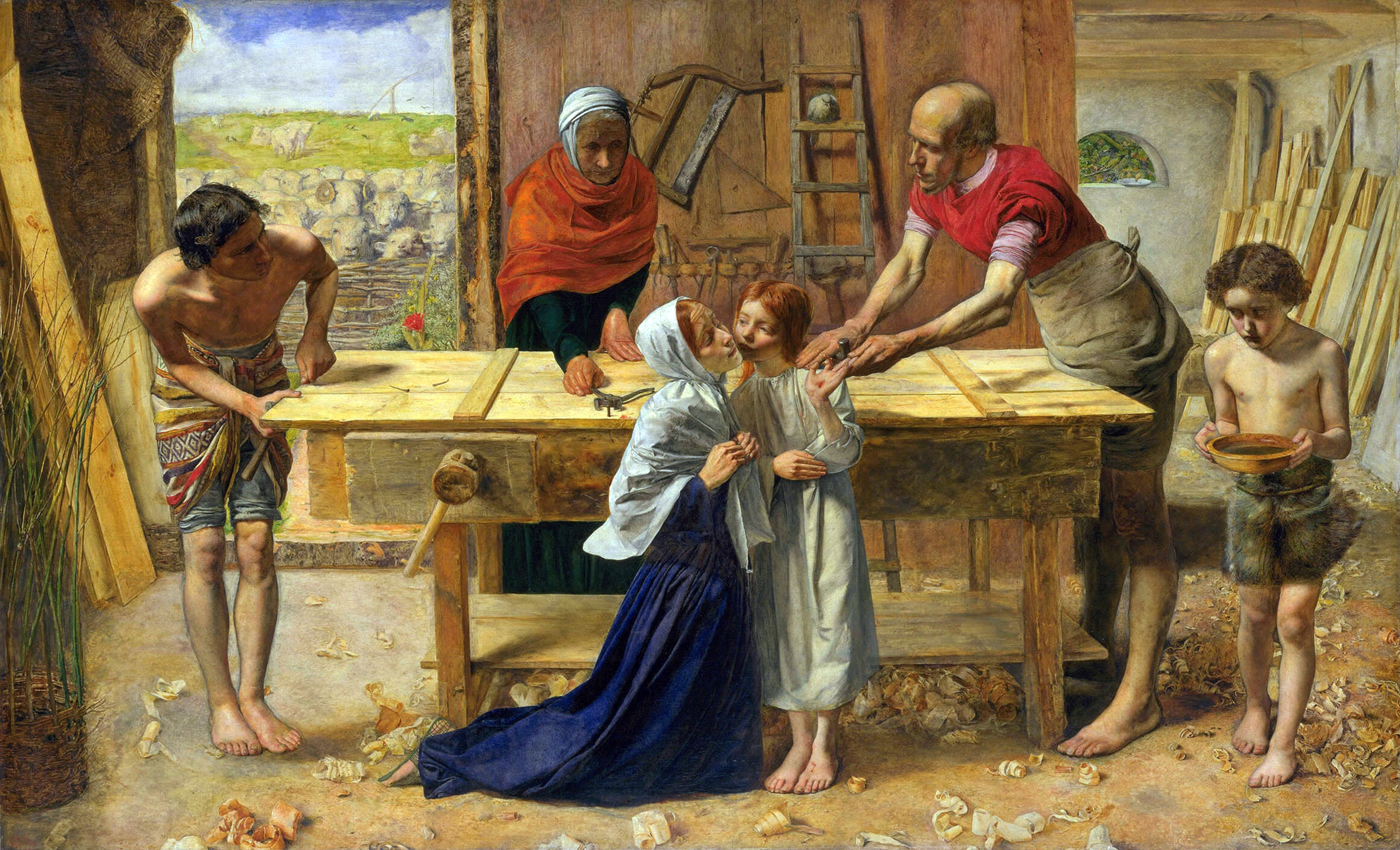
両親の家のキリスト（英語版）（1849年 - 1850年・テート・ブリテン収蔵）
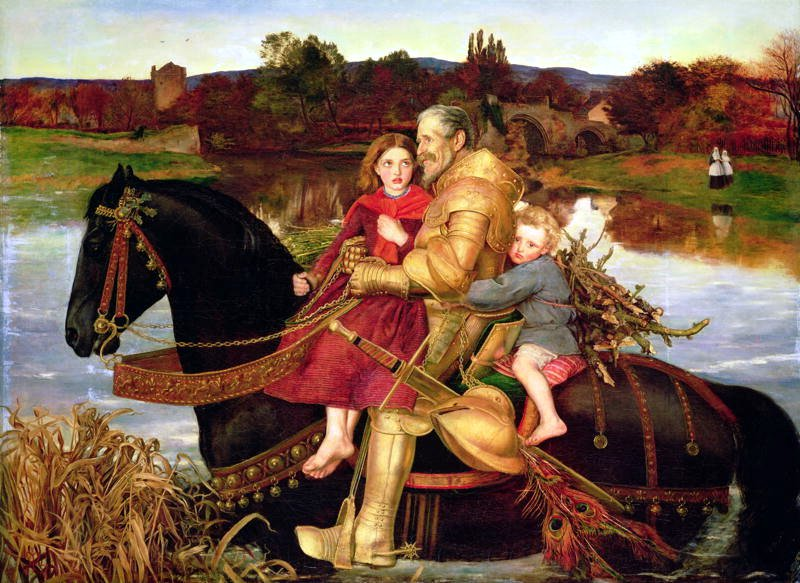
過ぎ去りし夢―浅瀬のイサンブラス卿（英語版）（1857年・レディ・リーヴァー美術館収蔵）
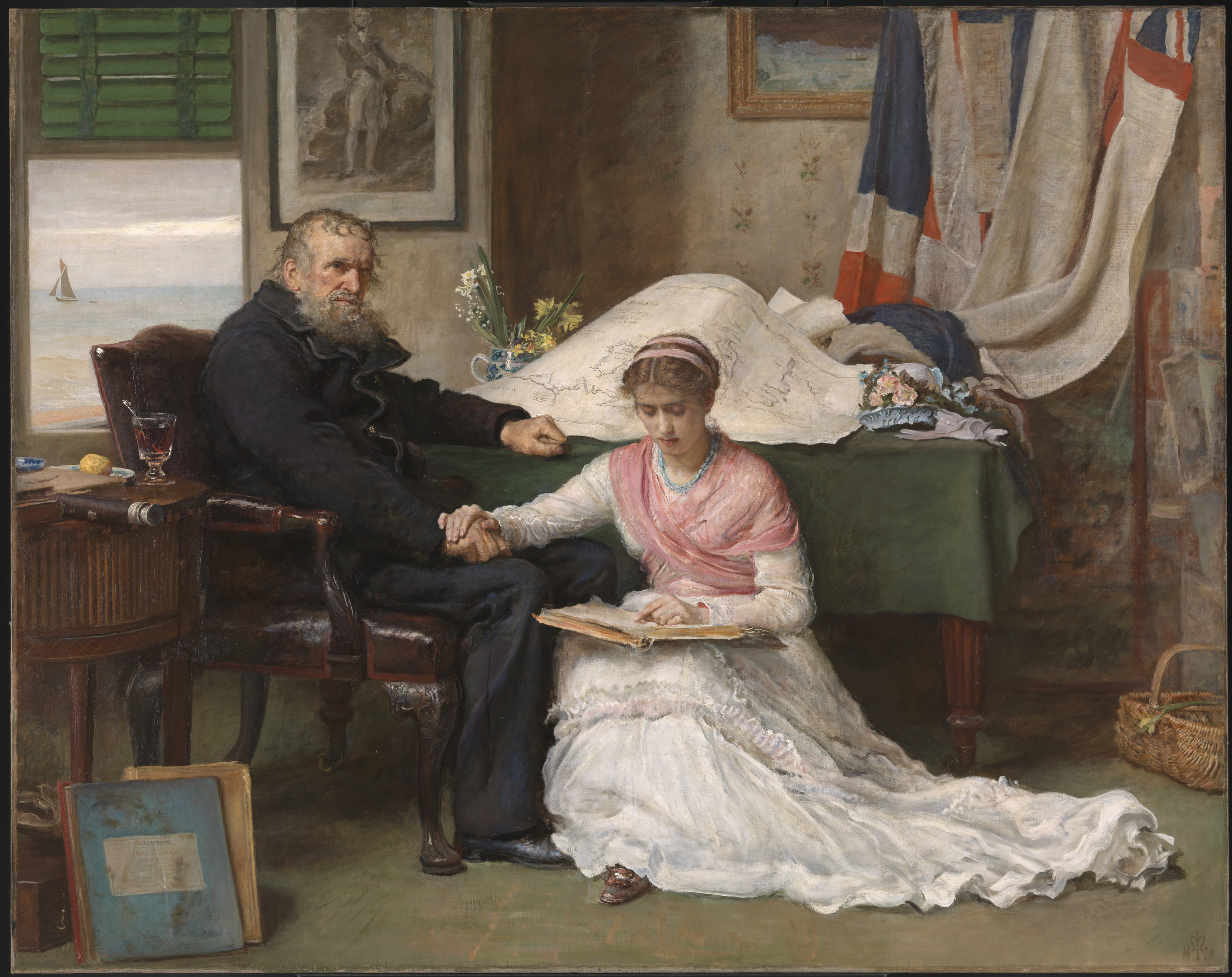
北西航路（英語版）（1874年・テート・ブリテン収蔵）
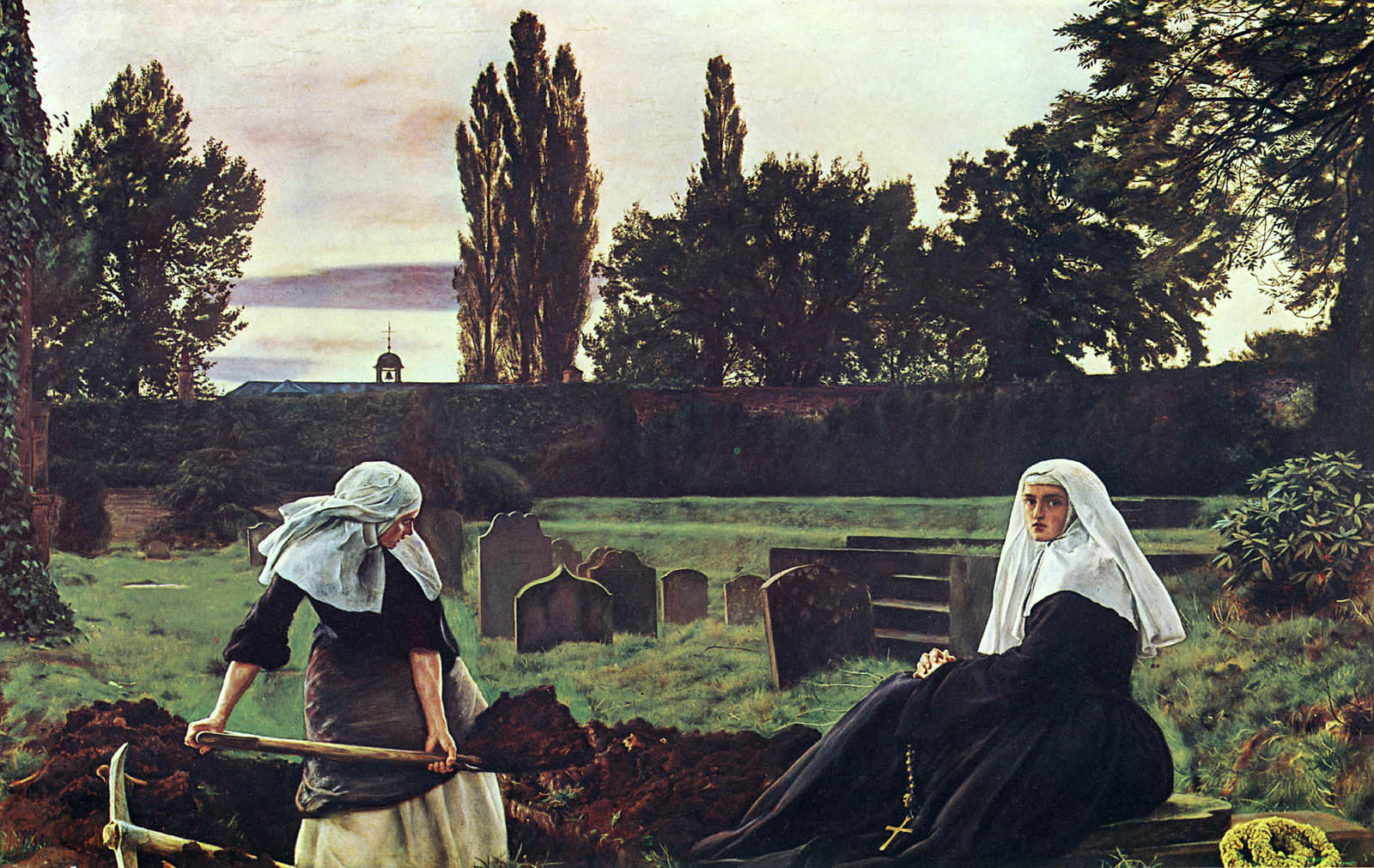
休息のヴェール（英語版）(1858年・テート・ブリテン収蔵）
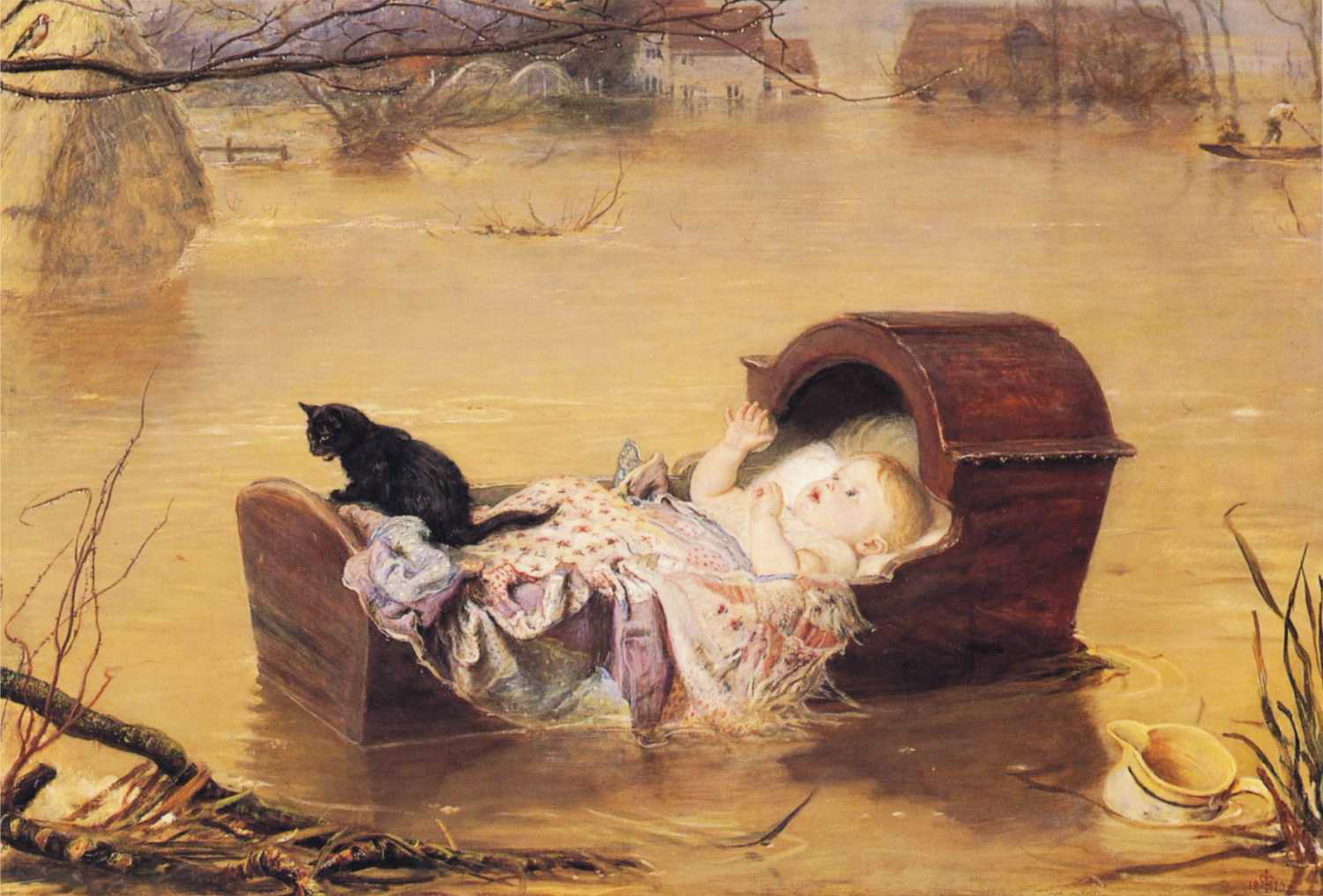
洪水(1870年・マンチェスター市立美術館収蔵)
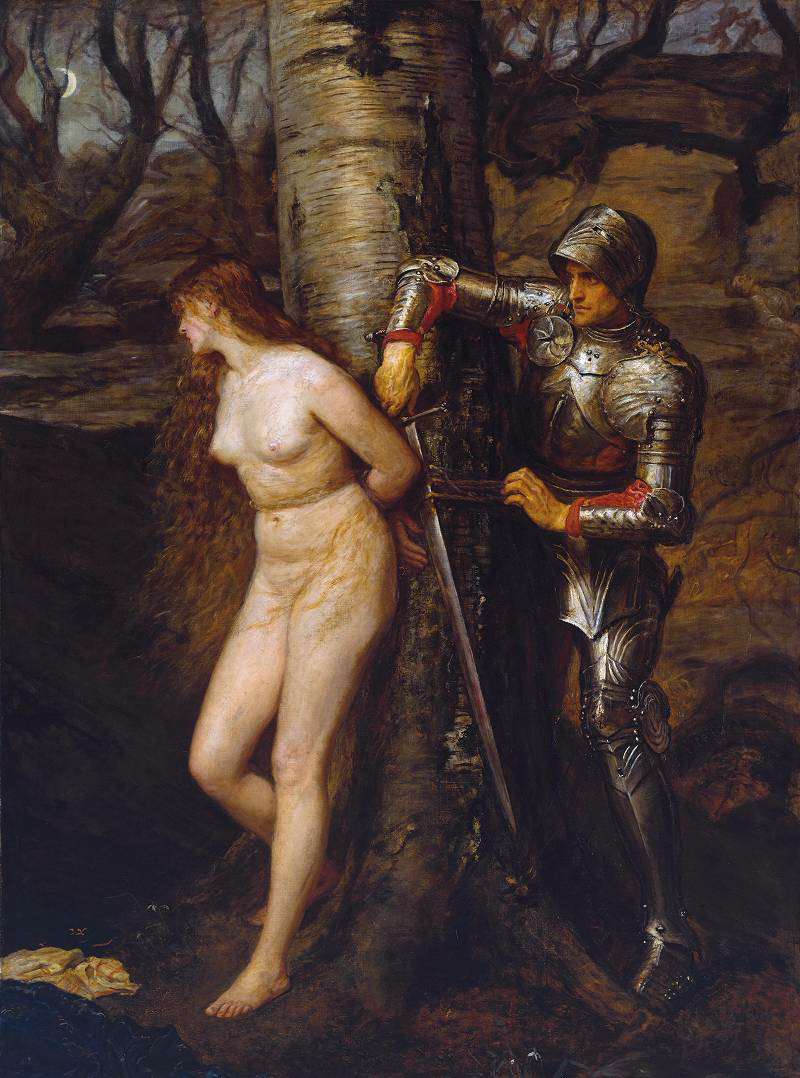
遍歴の騎士（1870年、ロンドン、テート・ギャラリー所蔵）

他多数。